# Рапидс (Њујорк)
Рапидс (енгл. Rapids) насељено је место без административног статуса у америчкој савезној држави Њујорк.

## Демографија
По попису из 2010. године број становника је 1.636, што је 280 (20,6%) становника више него 2000. године.
| Група             | 2000.         | 2010.         |
| Белци             | 1.321 (97,4%) | 1.555 (95,0%) |
| Афроамериканци    | 17 (1,3%)     | 27 (1,7%)     |
| Азијати           | 0 (0,0%)      | 18 (1,1%)     |
| Хиспаноамериканци | 6 (0,4%)      | 19 (1,2%)     |
| Укупно            | 1.356         | 1.636         |